# Руднер, Айона
Айона Руднер (англ. Ione Rudner, урождённая Муллер, англ. Muller; род. 1926, Бофорт-Уэст) — южноафриканский археолог и палеонтолог. С 1950 года замужем за перебравшимся в Южную Африку шведским архитектором и археологом-любителем Яльмаром Руднером.

## Вклад в науку
Не будучи профессионалами, супруги Руднер получали консультации кейптаунского профессора Астли Джона Хилари Гудвина. На протяжении 1950-60-х гг. они совершили около 50 поездок по всей Южной Африке, а также по Намибии и Анголе, с полевыми археологическими и палеонтологическими исследованиями. Предметом их особого интереса было наскальное искусство; результатом многолетней работы стала их монография «Охотник и его искусство: Обзор наскального искусства в Южной Африке» (англ. The Hunter and His Art; a Survey of Rock Art in Southern Africa; Кейптаун, 1970). С 1955 года на протяжении ряда лет Айона Руднер была внештатным сотрудником отдела этнологии Южноафриканского музея, с 1964 года — сотрудником палеонтологического отдела, в 1975—1983 гг. — редактором научных изданий музея (Annals of the South African Museum). В 1981 году она защитила в Университете Наталя магистерскую диссертацию по археологии, посвящённую анализу красок и пигментов, использовавшихся койсанскими народами с древности до наших дней.
Наибольшую известность принесло Айоне Руднер открытие, сделанное ею в 1966 году в составе экспедиции в Басутоленд, организованной совместно Британским музеем и Йельским университетом: Руднер обнаружила скелет мегазостродона — близкого родственника млекопитающих; описавшие находку спустя два года палеонтологи А. У. Кромптон и Ф. Дженкинс присвоили видовому наименованию животного имя первооткрывательницы (лат. Megazostrodon rudnerae).
Супруги Руднер участвовали в подготовке предпринятых В. З. Форбсом новых академических изданий путевых записок об африканских экспедициях Андерса Спаррмана и Карла Петера Тунберга, заново сверяя старые английские переводы со шведскими оригиналами. Ими также были осуществлены перевод и научное издание записок других путешествовавших по Южной Африке шведов — натуралиста Густава Де Вюльдера (1998), военных моряков Туре Густава Эна (2004) и Эберхарда Росенблада (2007). Три последние работы были закончены Айоной Руднер уже после смерти мужа. Затем она уже в одиночку перевела и подготовила к печати записки норвежца Ингвара Шрёдер-Нильсена о его участии в Англо-бурской войне (2012) и книгу Э. Й. Чёррстрёма «Восемнадцать лет в Южной Африке» (записки шведского золотоискателя конца XIX века — возможно, беллетризованные).
В 1969—1970 и 1973—1974 гг. Айона Руднер избиралась членом совета Южно-Африканского археологического общества.
Коллекция фотографий и артефактов, связанных с экспедициями Руднеров, частично находится в составе Центра наследия рекреационного комплекса Бушманс-Клооф в горах Седерберг, недалеко от города Клануильям.